# Ерхембаярин Даваачимег
Ерхембаярин Даваачимег (монг. Эрхэмбаярын Даваачимэг; нар. 22 березня 1993) — монгольська борчиня вільного стилю, срібна та дворазова бронзова призерка чемпіонатів Азії, бронзова призерка Кубку світу.

## Життєпис
Боротьбою почала займатися з 2007 року. У 2011 та 2012 роках ставала срібною призеркою чемпіонату Азії серед юніорів. 2012 року завоювала титул чемпіонки світу серед юніорів. У 2013 році на цих же змаганнях отримала бронзову нагороду.
Виступала за клуб Вищої школи боротьби, Улан-Батор. Тренер — Буянделгерійн Батбаяр.

## Спортивні результати на міжнародних змаганнях

### Виступи на Чемпіонатах світу
| Змагання                        | Збірна   | Вагова категорія          | Місце  |
| ------------------------------- | -------- | ------------------------- | ------ |
| Чемпіонат світу з боротьби 2017 | Монголія | жіноча боротьба, до 55 кг | 8      |
| Чемпіонат світу з боротьби 2018 | Монголія | жіноча боротьба, до 55 кг | 9      |
| Чемпіонат світу з боротьби 2021 | Монголія | жіноча боротьба, до 57 кг | Бронза |
| Чемпіонат світу з боротьби 2022 | Монголія | жіноча боротьба, до 57 кг | 5      |

### Виступи на Чемпіонатах Азії
| Змагання                       | Збірна   | Вагова категорія          | Місце  |
| ------------------------------ | -------- | ------------------------- | ------ |
| Чемпіонат Азії з боротьби 2013 | Монголія | жіноча боротьба, до 51 кг | 5      |
| Чемпіонат Азії з боротьби 2014 | Монголія | жіноча боротьба, до 53 кг | 7      |
| Чемпіонат Азії з боротьби 2017 | Монголія | жіноча боротьба, до 55 кг | Бронза |
| Чемпіонат Азії з боротьби 2018 | Монголія | жіноча боротьба, до 55 кг | Бронза |
| Чемпіонат Азії з боротьби 2020 | Монголія | жіноча боротьба, до 57 кг | Срібло |

### Виступи на Кубках світу
| Змагання                    | Збірна   | Вагова категорія          | Місце  |
| --------------------------- | -------- | ------------------------- | ------ |
| Кубок світу з боротьби 2013 | Монголія | жіноча боротьба, до 51 кг | 7      |
| Кубок світу з боротьби 2018 | Монголія | команда                   | Бронза |

### Виступи на Чемпіонатах світу серед студентів
| Змагання                                        | Збірна   | Вагова категорія          | Місце  |
| ----------------------------------------------- | -------- | ------------------------- | ------ |
| Чемпіонат світу з боротьби серед студентів 2012 | Монголія | жіноча боротьба, до 51 кг | Срібло |

### Виступи на інших змаганнях
| Змагання                                    | Збірна   | Вагова категорія          | Місце  |
| ------------------------------------------- | -------- | ------------------------- | ------ |
| Гран-прі «Іван Яригін» 2013                 | Монголія | жіноча боротьба, до 51 кг | 7      |
| Відкритий кубок Монголії з боротьби 2013    | Монголія | жіноча боротьба, до 51 кг | Срібло |
| Золотий Гран-прі з боротьби 2013 (Баку)     | Монголія | жіноча боротьба, до 51 кг | 6      |
| Гран-прі «Іван Яригін» 2014                 | Монголія | жіноча боротьба, до 48 кг | 14     |
| Золотий Гран-прі з боротьби 2014 (Баку)     | Монголія | жіноча боротьба, до 53 кг | 10     |
| Відкритий чемпіонат Польщі з боротьби 2014  | Монголія | жіноча боротьба, до 53 кг | Бронза |
| Кубок Президента Казахстану з боротьби 2015 | Монголія | жіноча боротьба, до 53 кг | Бронза |
| Відкритий кубок Монголії з боротьби 2016    | Монголія | жіноча боротьба, до 55 кг | Золото |
| Гран-прі «Іван Яригін» 2017                 | Монголія | жіноча боротьба, до 55 кг | 5      |
| Відкритий кубок Монголії з боротьби 2017    | Монголія | жіноча боротьба, до 55 кг | Золото |
| Відкритий чемпіонат Польщі з боротьби 2017  | Монголія | жіноча боротьба, до 55 кг | 5      |
| Гран-прі «Іван Яригін» 2018                 | Монголія | жіноча боротьба, до 55 кг | Бронза |
| Турнір Олександра Медведя 2018              | Монголія | жіноча боротьба, до 55 кг | Бронза |
| Гран-прі «Іван Яригін» 2020                 | Монголія | жіноча боротьба, до 55 кг | 8      |
| Гран-прі «Іван Яригін» 2021                 | Монголія | жіноча боротьба, до 59 кг | Срібло |

### Виступи на змаганнях молодших вікових груп
| Змагання                                      | Збірна   | Вагова категорія          | Місце  |
| --------------------------------------------- | -------- | ------------------------- | ------ |
| Чемпіонат Азії з боротьби серед юніорів 2011  | Монголія | жіноча боротьба, до 51 кг | Срібло |
| Чемпіонат світу з боротьби серед юніорів 2011 | Монголія | жіноча боротьба, до 51 кг | 17     |
| Чемпіонат Азії з боротьби серед юніорів 2012  | Монголія | жіноча боротьба, до 51 кг | Срібло |
| Чемпіонат світу з боротьби серед юніорів 2012 | Монголія | жіноча боротьба, до 51 кг | Золото |
| Чемпіонат світу з боротьби серед юніорів 2013 | Монголія | жіноча боротьба, до 51 кг | Бронза |